# 뮐레바흐 (취리히)

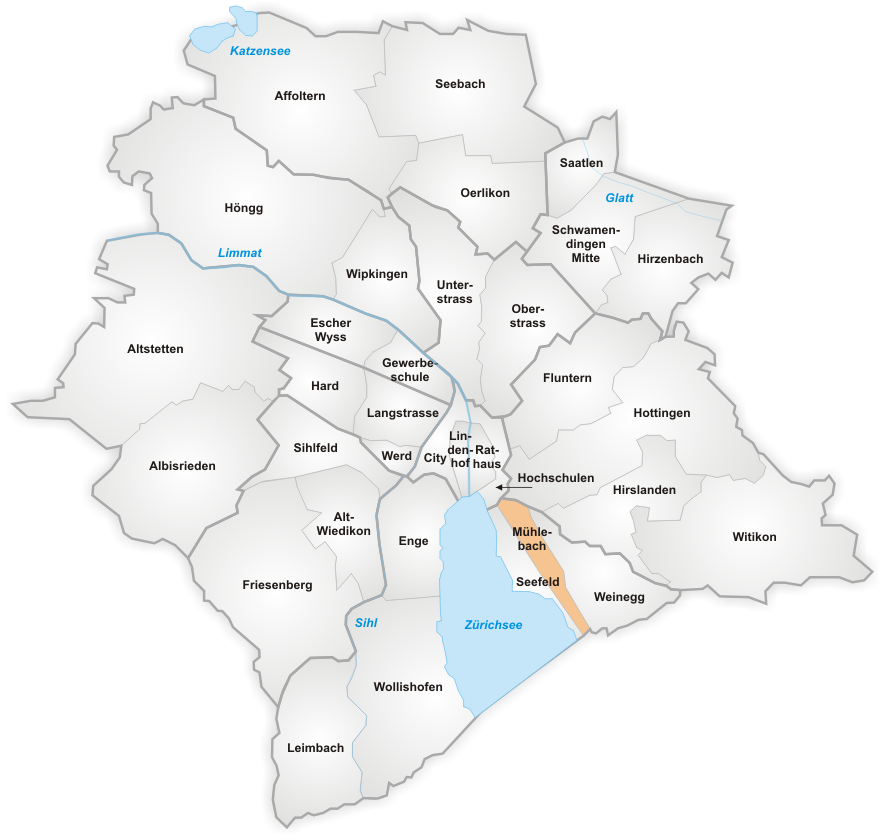
취리히 뮐레바흐

뮐레바흐(Mühlebach)는 스위스 취리히시 8구에 있는 동이다.
1893년 취리히에 통합된 리스바흐 자치제의 일부였다.
이 동에는 0.63km2의 면적에 5,577명의 인구가 분포되어 있다.

## 갤러리

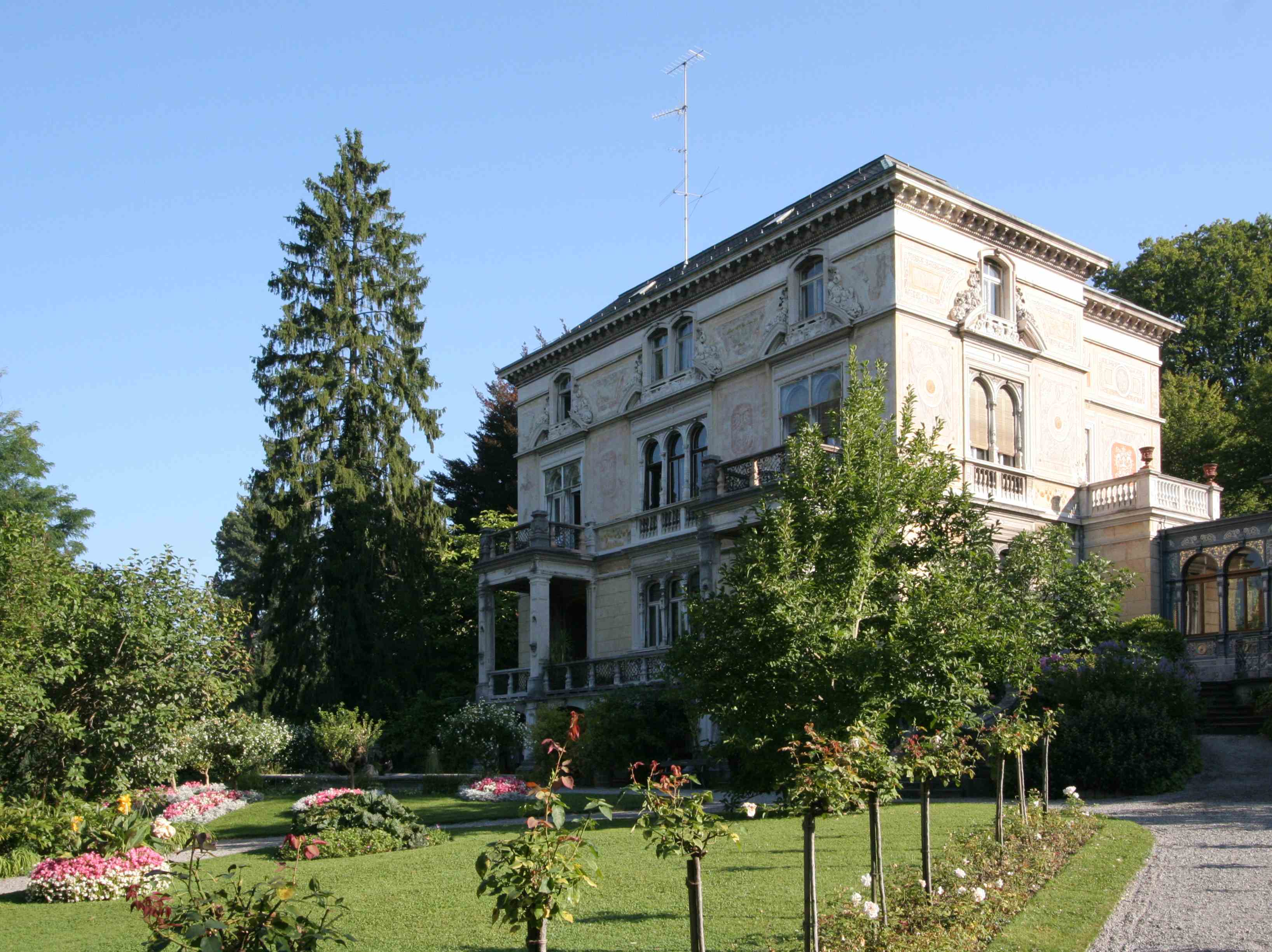
빌라 파툼바
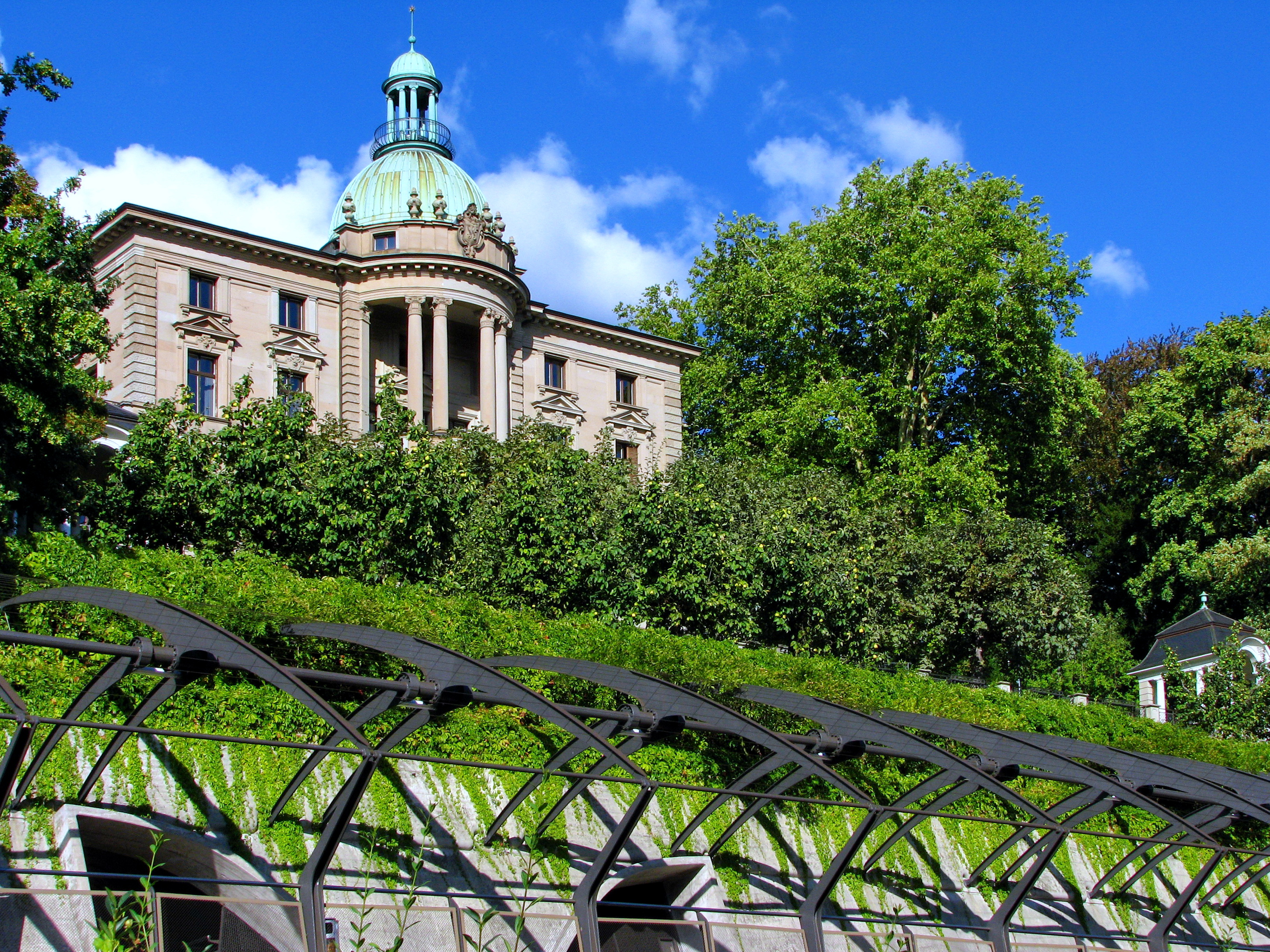
빌라 호헨뷜
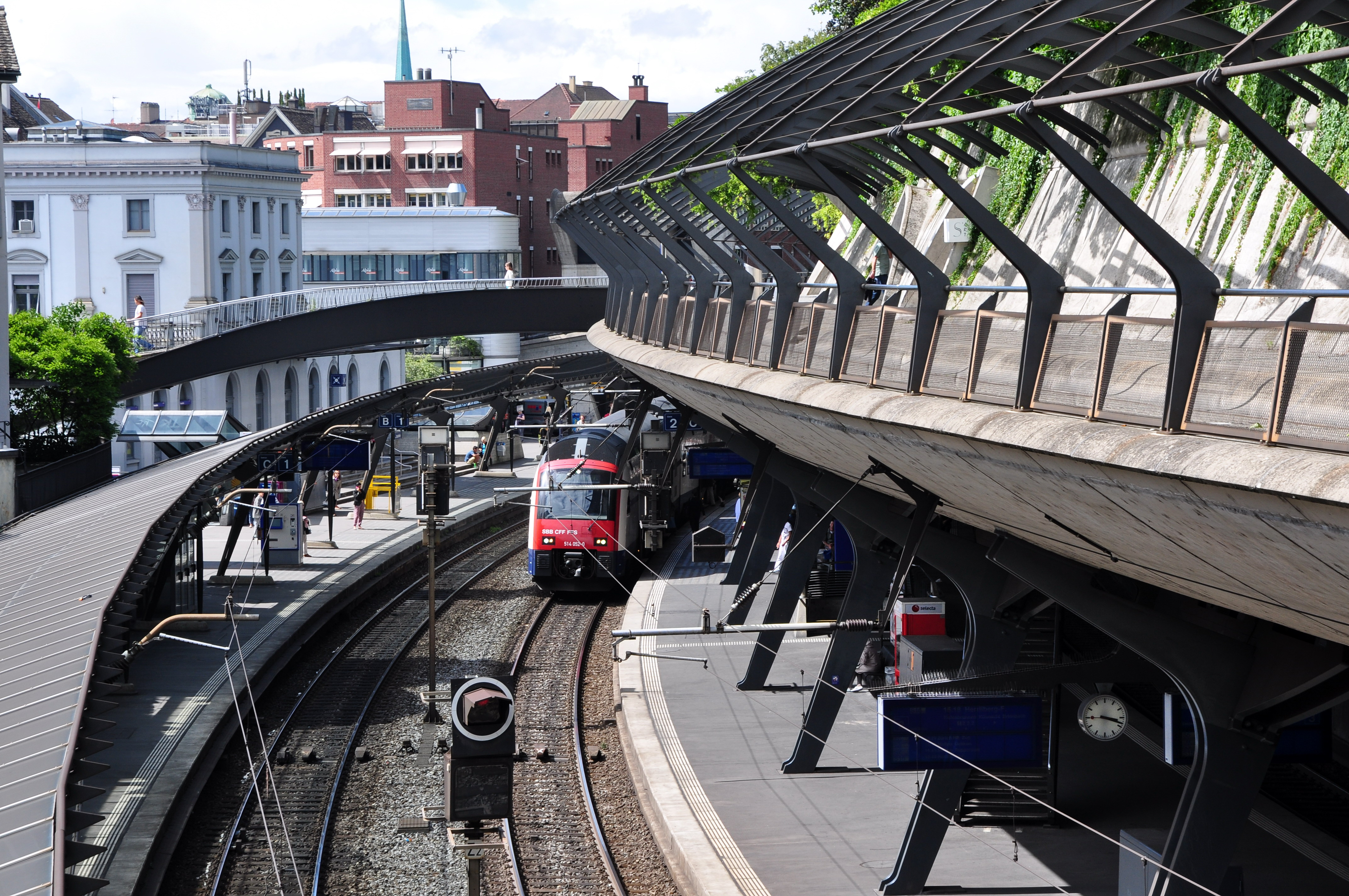
취리히 슈타델호펜역